# 강용석의 고소한 19
《강용석의 고소한 19》는 tvN이 방영한 시사랭킹 
 차트쇼 프로그램이다. 2012년 10월 19일부터
2015년 

8월 12일까지 145회 방송되었으며, 진행자는 

강용석 변호사이다.

## 방영 목록
| 회차 | 방송일           | 주제                                           |
| ---- | ---------------- | ---------------------------------------------- |
| 1    | 2012년 10월 19일 | 대선주자 3인의 신상정보 19                     |
| 2    | 2012년 11월 2일  | 국회의원의 아름다운 특권 19                    |
| 3    | 2012년 11월 9일  | 대선보다 더 뜨거운 선거 19                     |
| 4    | 2012년 11월 16일 | CEO를 가장 많이 배출한 고등학교 19             |
| 5    | 2012년 11월 23일 | 역대 대선 용감한 공약 19                       |
| 6    | 2012년 11월 30일 | 누가 서울대를 가는가? 19                       |
| 7    | 2012년 12월 7일  | 국회의원들의 기특한 법안 19                    |
| 8    | 2012년 12월 14일 | 대통령의 큰 특권 19                            |
| 9    | 2012년 12월 21일 | 대한민국을 움직이는 연말모임 19                |
| 10   | 2012년 12월 28일 | 역대 대통령들의 작은 실수 19                   |
| 11   | 2013년 1월 4일   | 대한민국 세계 1등 19                           |
| 12   | 2013년 1월 11일  | 청와대 사칭 사건 19                            |
| 13   | 2013년 1월 18일  | 대한민국 0.1% 그들이 사는 세상 19              |
| 14   | 2013년 1월 25일  | 대물림하고 싶은 직업 19                        |
| 15   | 2013년 2월 1일   | 내 친구 남편의 월급은 얼마? 19                 |
| 16   | 2013년 2월 8일   | 대한민국 0.1% 그들만의 결혼 19                 |
| 17   | 2013년 2월 15일  | 당신이 몰랐던 틈새 제태크 19                   |
| 18   | 2013년 2월 22일  | 우리 아이 앞길 막는 엄마들의 착각 19           |
| 19   | 2013년 3월 1일   | 간첩도 모르는 평양스타일 19                    |
| 20   | 2013년 3월 8일   | 충격의 원가 공개 19                            |
| 21   | 2013년 3월 15일  | 로또 당첨의 비밀 19                            |
| 22   | 2013년 3월 22일  | 국회의원만큼 실속 있는 지방의원 특권 19        |
| 23   | 2013년 3월 29일  | 전쟁이 나면 우리는? 19                         |
| 24   | 2013년 4월 5일   | 대한민국 맛집 골목의 전설 19                   |
| 25   | 2013년 4월 12일  | 너 어디에서 왔니? 원조 19                      |
|      | 2013년 4월 19일  | (결방, 25화 재방)                              |
| 26   | 2013년 4월 26일  | 미워도 다시 한번 이혼 19                       |
| 27   | 2013년 5월 3일   | 아이 키우기 좋은 나라 19                       |
| 28   | 2013년 5월 10일  | 대한민국 정부 알짜 재산 19                     |
| 29   | 2013년 5월 17일  | 0.1% 골든 베이비 19                            |
| 30   | 2013년 5월 24일  | 대한민국 성형 19                               |
| 31   | 2013년 5월 31일  | 2013 대한민국 군대 19                          |
| 32   | 2013년 6월 7일   | 우리가 미처 몰랐던 일본 19                     |
| 33   | 2013년 6월 14일  | 우리를 위협하는 신종 질병 19                   |
| 34   | 2013년 6월 21일  | 수능에 절대 나오지 않는 상식 19                |
| 35   | 2013년 6월 28일  | 나도 혼자 산다! 1인 가구의 모든 것 19          |
| 36   | 2013년 7월 5일   | 나도 한류다 19                                 |
| 37   | 2013년 7월 12일  | 유전의 모든 것 19                              |
| 38   | 2013년 7월 19일  | 전세계 핫한 여름 휴가지 19                     |
| 39   | 2013년 7월 26일  | 대한민국 최고 몸값 19                          |
| 40   | 2013년 8월 2일   | 신의 직장 19                                   |
| 41   | 2013년 8월 9일   | 무식한 나를 위한 상식 19                       |
| 42   | 2013년 8월 16일  | 연애심리 19                                    |
| 43   | 2013년 8월 23일  | 마케팅의 진실 19                               |
| 44   | 2013년 8월 30일  | 동의보감 19                                    |
| 45   | 2013년 9월 6일   | 남녀탐구생활 19                                |
| 46   | 2013년 9월 13일  | 나라별 보양식 19                               |
| 47   | 2013년 9월 20일  | 추석 19                                        |
| 48   | 2013년 9월 27일  | 직장의 신 19                                   |
| 49   | 2013년 10월 4일  | 꽃보다 할배의 과거 19                          |
| 50   | 2013년 10월 11일 | 숨은 돈을 찾아드립니다 19                      |
| 51   | 2013년 10월 18일 | 부모가 모르는 내 아이의 비밀 19                |
| 52   | 2013년 10월 25일 | 대한민국 아파트 19                             |
| 53   | 2013년 11월 1일  | 추억 속 1994년의 모든 것 19                    |
| 54   | 2013년 11월 8일  | 대학 가는 법 19                                |
| 55   | 2013년 11월 15일 | 세계의 결혼식 19                               |
| 56   | 2013년 11월 22일 | 스포츠 감동실화 19                             |
| 57   | 2013년 11월 27일 | 응답하라 1994 깨알 분석 19                     |
| 58   | 2013년 12월 4일  | 착하게 살자 19                                 |
| 59   | 2013년 12월 11일 | 꿀알바 열전 19                                 |
| 60   | 2013년 12월 18일 | 영화 VS 실화 19                                |
| 61   | 2013년 12월 25일 | 우리에게 크리스마스란? 19                      |
| 62   | 2014년 1월 1일   | 2014년 당신의 운세 19                          |
| 63   | 2014년 1월 8일   | 2014년 새롭게 바뀌는 것들 19                   |
| 64   | 2014년 1월 15일  | 꽃보다 누나 환송회 19                          |
| 65   | 2014년 1월 22일  | 세기의 스캔들 19                               |
| 66   | 2014년 1월 29일  | 설 특집, 최고급 요리 19                        |
| 67   | 2014년 2월 5일   | 싸게 사는 법 19                                |
| 68   | 2014년 2월 12일  | 뷰티 속설의 진실 19                            |
| 69   | 2014년 2월 19일  | 소치를 능가하는 이색대회 19                    |
| 70   | 2014년 2월 26일  | 1인자 vs 2인자 19                              |
| 71   | 2014년 3월 5일   | 재벌 부럽지 않은 스포츠 갑부 19                |
| 72   | 2014년 3월 12일  | 별로 간 그대 19                                |
| 73   | 2014년 3월 19일  | 영화 속 장소 어디까지 가봤니? 19               |
| 74   | 2014년 3월 26일  | 당신의 생각과 차이나는 중국 19                 |
| 75   | 2014년 4월 2일   | 항공기 사고에서 살아남는 방법 19               |
| 76   | 2014년 4월 9일   | 한국에서 유독 인기 있는 이것 19                |
| 77   | 2014년 4월 16일  | 통일이 되면 19                                 |
| 78   | 2014년 4월 30일  | 그땐 그랬지! 한국 최초 19                      |
| 79   | 2014년 5월 7일   | 동물잡학 19                                    |
| 80   | 2014년 5월 14일  | 우연히 찾아온 행운 19                          |
| 81   | 2014년 5월 21일  | 비틀즈 19                                      |
| 82   | 2014년 5월 28일  | 땡큐 티쳐! 스타의 스승 19                      |
| 83   | 2014년 6월 4일   | 위기상황에서 나를 지키는 방법 19               |
| 84   | 2014년 6월 4일   | 상위 0.1%부자가 돈 쓰는 방법 19                |
| 85   | 2014년 6월 11일  | 핫하게 떠오르는 휴가지 19                      |
| 86   | 2014년 6월 18일  | 따봉! 브라질 19                                |
| 87   | 2014년 6월 25일  | 위기상황에서 나를 지키는 방법 19-2(재해재난편) |
| 88   | 2014년 7월 2일   | 집밥 19                                        |
| 89   | 2014년 7월 9일   | 슈퍼맨의 와이프 19                             |
| 90   | 2014년 7월 16일  | 사람보다 나은 동물 19                          |
| 91   | 2014년 7월 23일  | 진짜보다 더 진짜같은 가짜 19                   |
| 92   | 2014년 7월 30일  | 축복받은 몸 만들기 19                          |
| 93   | 2014년 8월 6일   | 성공하는 DNA 19                                |
| 94   | 2014년 8월 13일  | 이렇게 할거면 사업하지 마라 19                 |
| 95   | 2014년 8월 20일  | 세계 갑부 총각 열전 19                         |
| 96   | 2014년 8월 27일  | 드라마 아닌 진짜 상속자들 19                   |
| 97   | 2014년 9월 3일   | 극한직업 19                                    |
| 98   | 2014년 9월 10일  | 명량, 그리고 이순신 19                         |
| 99   | 2014년 9월 17일  | 전 세계 길거리음식 19                          |
| 100  | 2014년 9월 24일  | 100회 특집, 당신의 고소한 19 (1부)             |
| 101  | 2014년 10월 1일  | 100회 특집, 당신의 고소한 19 (2부)             |
| 102  | 2014년 10월 8일  | 영화 속 실화, 어디까지 진실일까 19             |
| 103  | 2014년 10월 15일 | 수능 30일 전! 이 대학 가봤니? 19               |
| 104  | 2014년 10월 22일 | 씹고 뜯고 맛보는 사이, 앙숙 19                 |
| 105  | 2014년 10월 29일 | 지구에서 가장 편안한 vs 아찔한 19              |
| 106  | 2014년 11월 5일  | 여행지보다 매력 있는 공항 19                   |
| 107  | 2014년 11월 12일 | 서울 명소 19                                   |
| 108  | 2014년 11월 19일 | 진짜 지니어스 19                               |
| 109  | 2014년 11월 26일 | 미생 19                                        |
|      | 2014년 12월 3일  | (결방)                                         |
| 110  | 2014년 12월 10일 | SF영화 완전정복 19                             |
| 111  | 2014년 12월 17일 | 다시 돌고 또 돌고! 복고 19                     |
| 112  | 2014년 12월 24일 | 방콕해도 기쁜 크리스마스 19                    |
| 113  | 2014년 12월 31일 | tvN 고것이 알고싶다 19                         |
| 114  | 2015년 1월 7일   | 2015 당신이 주목해야 될 19가지                 |
| 115  | 2015년 1월 14일  | 당신에게 취미를 권합니다 19                    |
| 116  | 2015년 1월 21일  | 사기를 피하는 방법 19                          |
| 117  | 2015년 1월 28일  | 시대를 지나치게 앞서간 19                      |
| 118  | 2015년 2월 4일   | 당신의 인생을 확 바꿀 30초 19                  |
| 119  | 2015년 2월 11일  | 세계 명문 사립고 19                            |
| 120  | 2015년 2월 18일  | 세계 명문 공립고 19                            |
| 121  | 2015년 2월 25일  | 보고 또 보이소, 부산 19                        |
| 122  | 2015년 3월 4일   | 삼시세끼 어촌편, 그것이 알고싶다 19            |
| 123  | 2015년 3월 11일  | 세계의 보양식 19                               |
| 124  | 2015년 3월 18일  | 봄맞이 美친 몸 만들기 19                       |
| 125  | 2015년 3월 25일  | 신혼여행의 모든 것 19                          |
| 126  | 2015년 4월 1일   | 개 팔자 상팔자 19                              |
| 127  | 2015년 4월 8일   | 누구도 피할 수 없는 은퇴 19                    |
| 128  | 2015년 4월 15일  | 봄맞이 남의 집 구경 19                         |
| 129  | 2015년 4월 22일  | 뇌섹남이 될 수 있는 방법 19                    |
| 130  | 2015년 4월 29일  | 미리 즐기는 5월 19                             |
| 131  | 2015년 5월 6일   | 슈퍼 히어로 19                                 |
| 132  | 2015년 5월 13일  | 저주 징크스 19                                 |
| 133  | 2015년 5월 20일  | 이민에 대한 모든 것 19                         |
| 134  | 2015년 5월 27일  | 캠핑 19                                        |
| 135  | 2015년 6월 3일   | 돈에 대한 모든 것 19                           |
| 136  | 2015년 6월 10일  | 이슈 특집 19                                   |
| 137  | 2015년 6월 17일  | 거품 있는 지적 허세, 경제 편 19                |
| 138  | 2015년 6월 24일  | 미리 즐기는 여름 19                            |
| 139  | 2015년 7월 1일   | 기막힌 사기극 19                               |
| 140  | 2015년 7월 8일   | 가장 핫한 셰프 19                              |
| 141  | 2015년 7월 15일  | 세계의 각종 미스터리 19                        |
| 142  | 2015년 7월 22일  | 여름 휴가철 안전하게 보내는 법 19              |
| 143  | 2015년 7월 29일  | 당신의 운명을 바꿔 줄 심리특집 19              |
| 144  | 2015년 8월 5일   | 진짜 돈 버는 법 19                             |
| 145  | 2015년 8월 12일  | 유명한 유명인들의 뒷이야기 19                  |